# Veliko Tărnovo
Veliko Tărnovo (în bulgară Велико Търново) este un oraș în Bulgaria, reședință a regiunii cu același nume. Mai este cunoscut ca fiind „Orașul Țarilor”. Orașul se afla pe malul râului Iantra fiind capitala Țaratului vlaho-bulgar între anii 1185-1393.
Orașul vechi se afla pe trei dealuri: Țareveț, Trapezița și Momina Krepost. Fostele reședințe ale țarilor și ale patriarhilor Țaratului vlaho-bulgar se află pe dealul Țareveț.

Harta orașului medieval

## Demografie
Conform recensământului din 2011, Veliko Tărnovo avea o populație de 68.783 de locuitori. Recordul demografic a fost atins în perioada 1986-1991, atunci când acesta depășea 70.000. În tabelul de mai jos este prezentată evoluția demografică a populației din anul 1878, o dată cu eliberarea Bulgariei, până în prezent.
| Veliko Tărnovo | Veliko Tărnovo                         | Veliko Tărnovo | Veliko Tărnovo | Veliko Tărnovo | Veliko Tărnovo | Veliko Tărnovo | Veliko Tărnovo | Veliko Tărnovo | Veliko Tărnovo | Veliko Tărnovo | Veliko Tărnovo | Veliko Tărnovo | Veliko Tărnovo |
| --- | -------------------------------------- | -------------- | -------------- | -------------- | -------------- | -------------- | -------------- | -------------- | -------------- | -------------- | -------------- | -------------- | -------------- |
| An | 1887                                   | 1910           | 1934           | 1946           | 1956           | 1965           | 1975           | 1985           | 1992           | 2001           | 2005           | 2009           | 2011           |
| Populație | 11.314                                 | 12.469         | 13.963         | 16.223         | 24.648         | 37.337         | 56.664         | 69.173         | 67.644         | 66.897         | 66.145         | 67.099         | 68.783         |
| | Record demografic: 69.173 în anul 1985 |                |                |                |                |                |                |                |                |                |                |                |                |
| Surse: Institutul Național de Statistică, „citypopulation.de“, „pop-stat.mashke.org“, Academia Bulgară de Științe |                                        |                |                |                |                |                |                |                |                |                |                |                |                |

## Înfrățiri
Veliko Tărnovo este înfrățit cu următoarele orașe:
| - Poltava, Ucraina în anul 1963. - Niș, Serbia în anul 1973. - Cracovia, Polonia în anul 1975. - Toledo, Spania în anul 1983. - Serres, Grecia în anul 1988. - Аsti, Italia în anul 1989. - Colonia Tovar, Venezuela în anul 1992. - Тver, Rusia în anul 1997. - Оhrid, Macedonia în anul 1998. - Golden, Colorado, în anul 2000. - Меnara Gueliz, Маrrakech, în anul 2001. - Șopron, Ungaria în anul 2002. - Bayonne, Franța în anul 2005. - Shiyan, China în anul 2006. - Bitola, Macedonia în anul 2006. - Iași, România în anul 2006. - Таrxien, Malta în anul 2007. - Cetinje, Muntenegru în anul 2007. - Zadar, Croația în anul 2008. - Al Karak, Iordania în anul 2008. |

## Legături externe

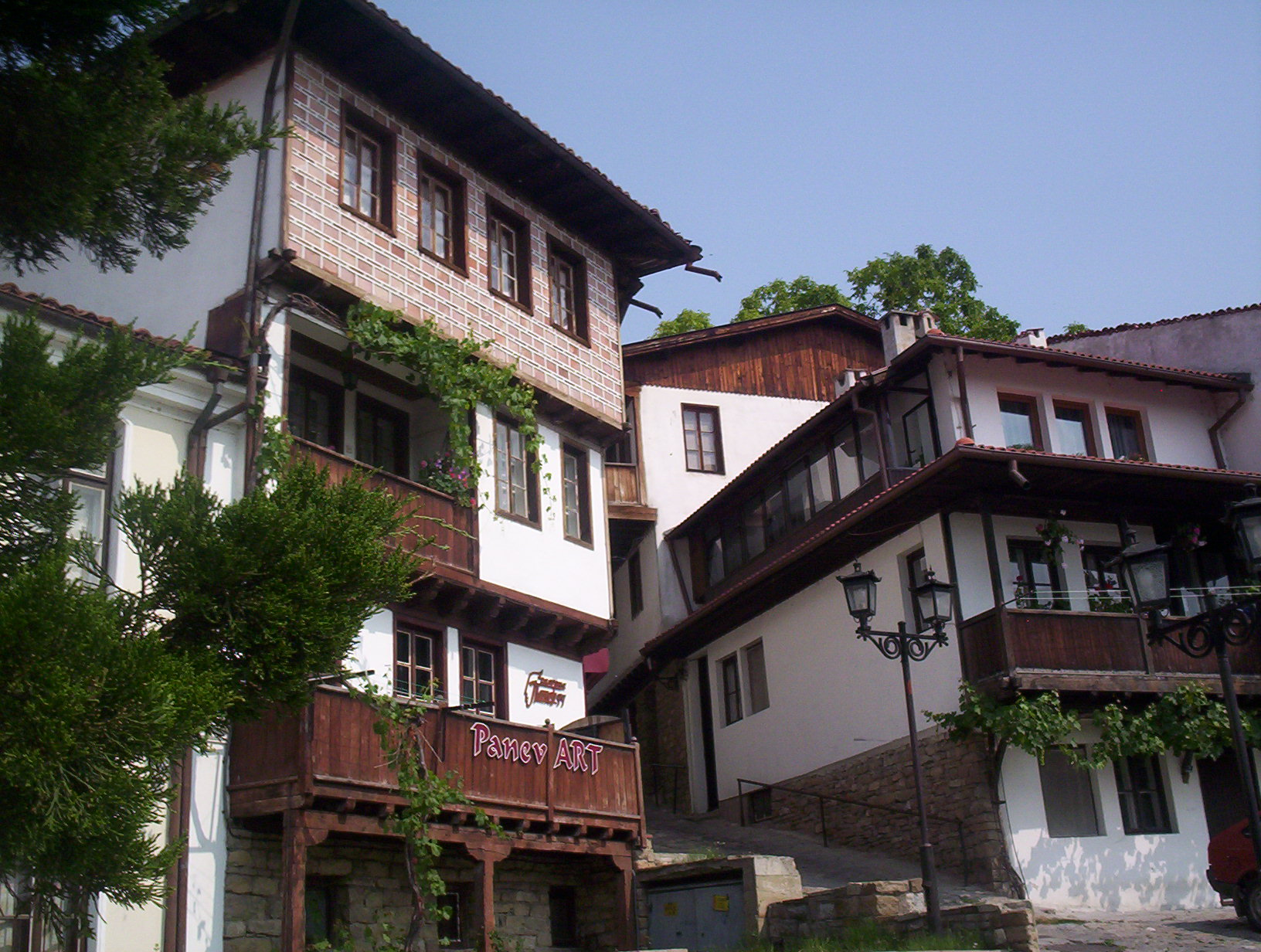
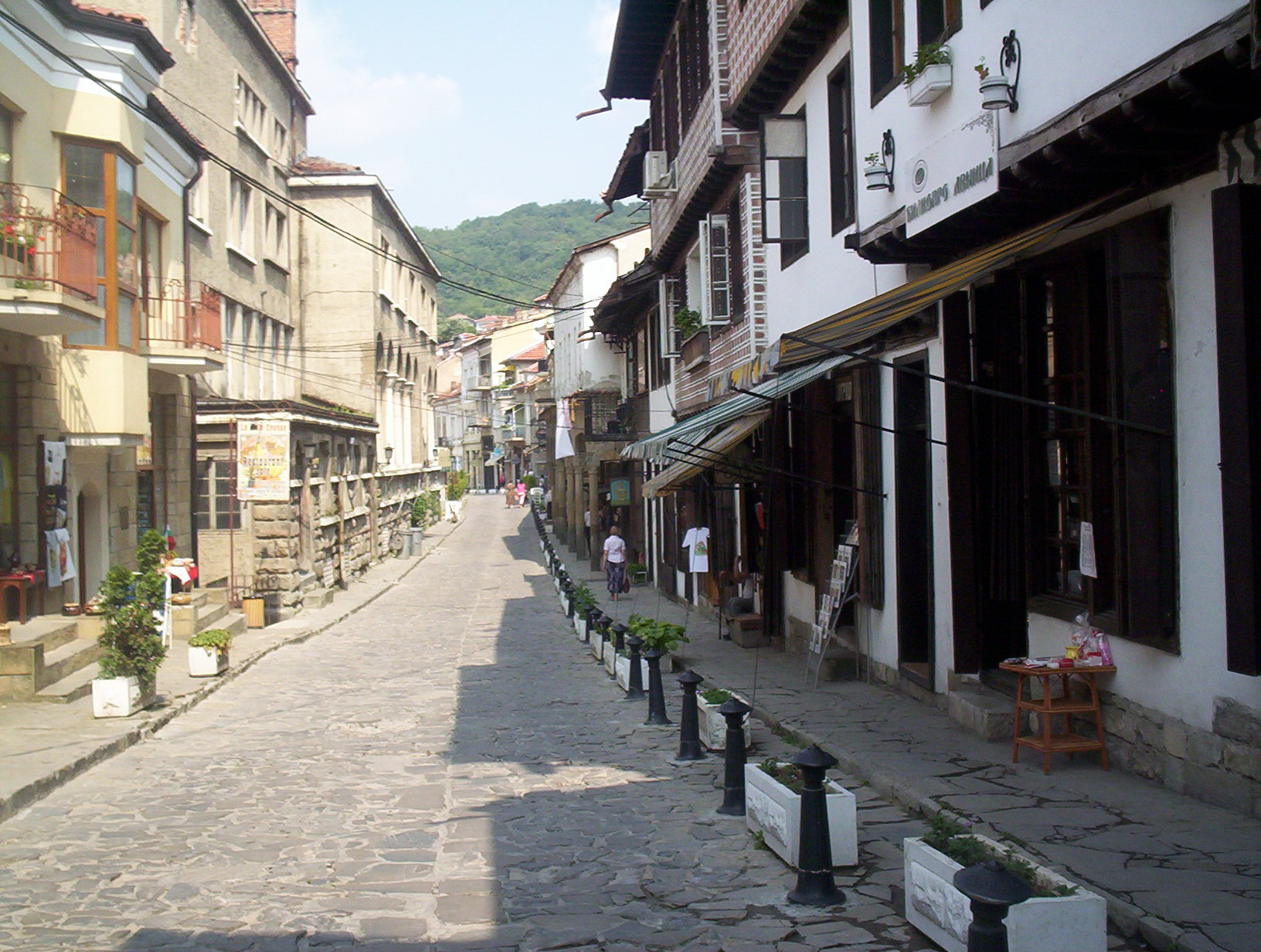
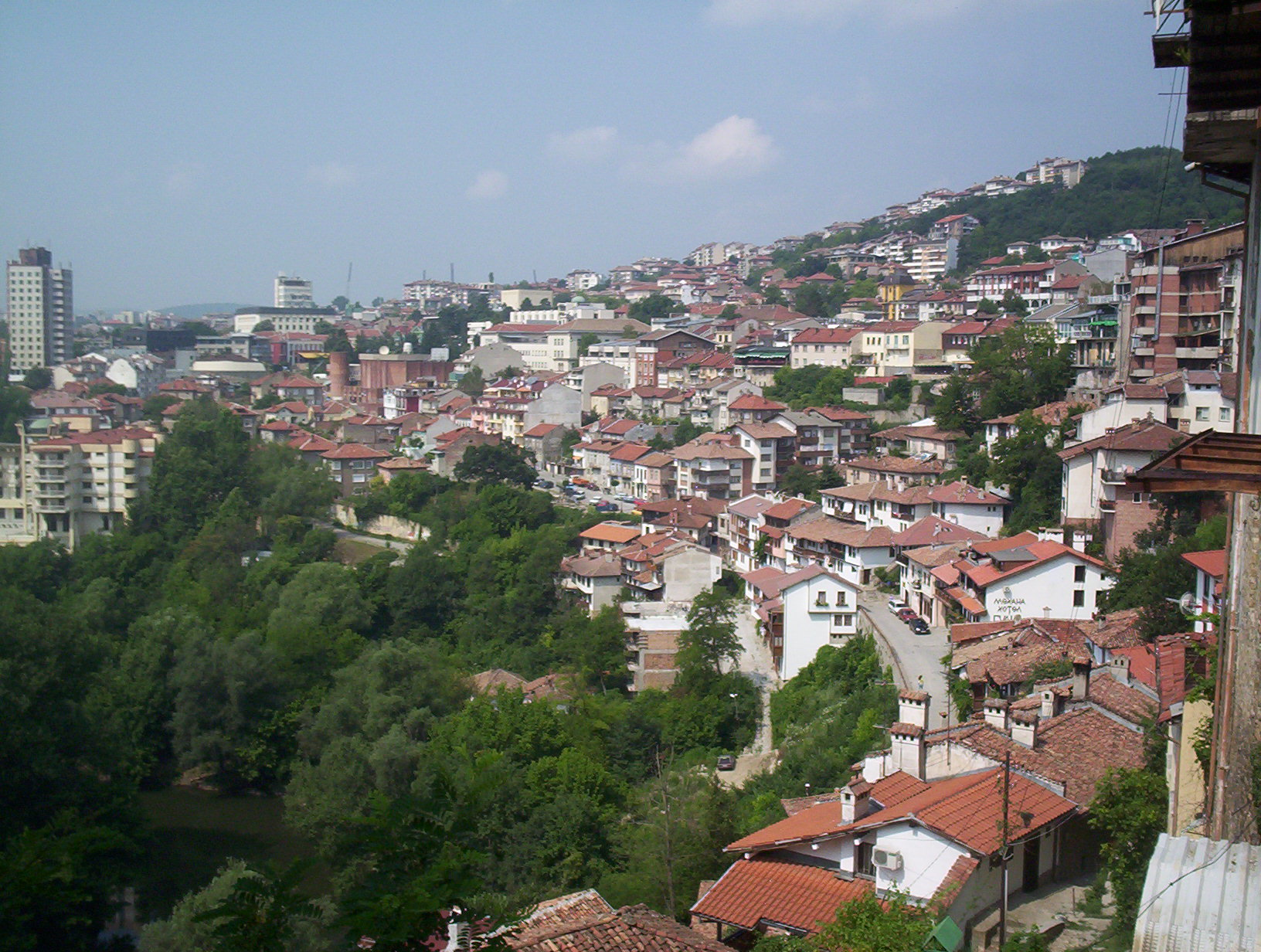
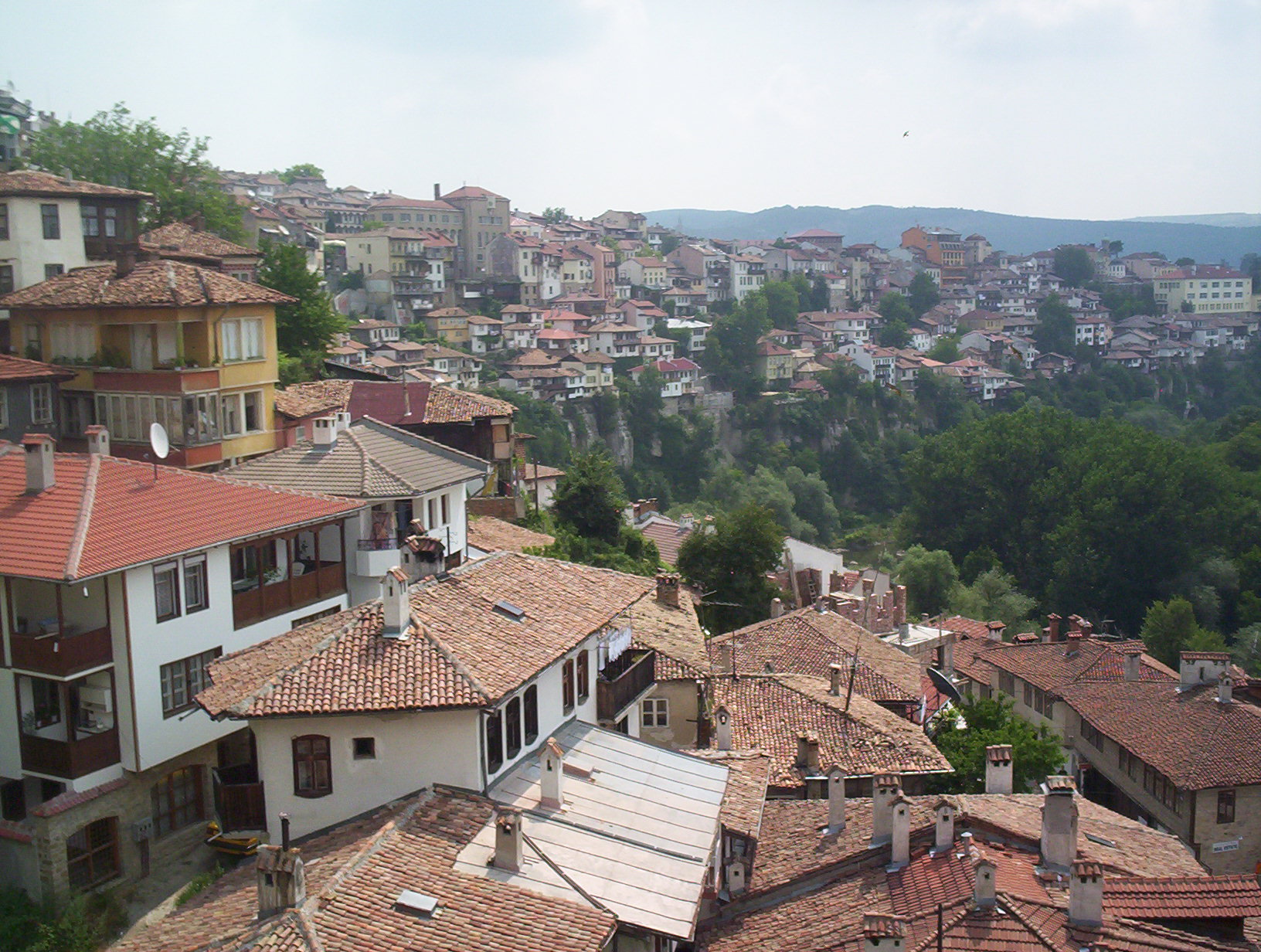